# Jordi Matamala Muntadas
Jordi Matamala i Muntadas (Vilobí d'Onyar, 18 de maig de 1976) és un futbolista professional català ja retirat, que jugava com a migcampista.

## Biografia
Jordi Matamala es va formar a les categories inferiors del Vilobí CF, i hi romandria fins a la temporada (1999-2000). El seu primer gran salt, als 24 anys, va ser al CE L'Hospitalet durant les temporades (2000-2002). Seguidament, el de Vilobí, va marxar al Girona FC, en el qual va estar 4 temporades (2002-2006). A la temporada següent (2006-2007), va fitxar pel Palamós CF, equip degà del futbol català que, a hores d'ara, forma part del grup tercer de Tercera Divisió. Però la següent temporada (2007-2008), es tornava a incorporar a la disciplina del Girona FC (aleshores a Segona Divisió B). Matamala va esdevenir un autèntic intocable en l'esquema tàctic del tècnic Raül Agné i va ser una peça clau per aconseguir l'històric ascens a Segona Divisió A, 49 anys després.
La gran recompensa li va arribar la temporada 2008-2009, i és que amb 32 anys, el seleccionador nacional de futbol, en aquells moments Pere Gratacós, el va convocar per jugar un Catalunya - Colòmbia al Camp Nou. En aquest partit fou l'únic representant del Girona FC a la selecció catalana, jugant com a suplent en substitució de Sergio Busquets.
Jugaria 2 temporades (2008-2010) amb el Girona FC a Segona divisió. Després de tancar aquest segon cicle de 3 temporades al Girona FC, a l'estiu del 2010 fitxaria pel Recreativo de Huelva (2010-2013), degà del futbol espanyol. El 29 de juny de 2013 es fa oficial el seu retorn al Girona FC, essent el primer fitxatge del mercat d'estiu.